# 扎博爾島
扎博爾島是俄羅斯的島嶼，屬於北地群島的一部分，位於十月革命島以西，由克拉斯諾亞爾斯克邊疆區負責管轄，長1.1公里、寬0.45公里，島上無人居住。